# 薄荷酮
薄荷酮（Menthone）是有薄荷味的单萜，多種天然精油都有之。l-薄荷酮（或（2S,5R）-反-2-異丙基-5-甲基環己酮）如右圖所示，為四種立體異構體中含量最高。結構類似薄荷醇，後者有仲醇而非羰基。薄荷酮因其特有的芳香和薄荷氣味而用於調味品、香水和化妝品。

## 天然分佈
薄荷酮是唇萼薄荷、辣薄荷、野薄荷、天竺葵等精油的成分，在多數精油中是次要成份。它於1881年首次由氧化薄荷醇合成，於1891年才在精油中發現。

## 結構和合成
2-異丙基-5-甲基環己酮有兩粒不對稱碳中心，有四種立體異構體（2S，5S），（2R，5S），（2S，5R）和（2R，5R）。S，S和R，R立體異構體的甲基和異丙基在環己烷環同一邊，即順式異構體，這些異構體稱為異薄荷酮。反式異構體稱為薄荷酮，（2S，5R）異構體有負旋光，稱為l-薄荷酮或（－）-薄荷酮，是（2R，5S）異構體（（＋）-或d-薄荷酮）的對映異構體對偶。薄荷酮可輕易以可逆差向異構互變反應通過烯醇中間體轉化為異薄荷酮，反之亦然。
實驗室可用酸化重鉻酸鹽氧化薄荷醇合成左旋薄荷酮。如果鉻酸氧化用計量氧化劑和輔溶劑二乙醚（H.C. Brown介紹的方法），則可盡量減少差向異構互變生成的d-異薄荷酮。如果薄荷酮和異薄荷酮在室溫下平衡，異薄荷酮含量可達29%。純l-薄荷酮有強烈的清新薄荷香氣；d-異薄荷酮有“綠色色彩”，增加其含量会降低l-薄荷酮氣味的品質。